# Ифрејта (Вашингтон)
Ифрејта (енгл. Ephrata) град је у америчкој савезној држави Вашингтон. По попису становништва из 2010. у њему је живело 7.664 становника.

## Демографија
Према попису становништва из 2010. у граду је живело 7.664 становника, што је 856 (12,6%) становника више него 2000. године.
| Група             | 2000.         | 2010.         |
| Белци             | 5.865 (86,1%) | 6.002 (78,3%) |
| Афроамериканци    | 27 (0,4%)     | 63 (0,8%)     |
| Азијати           | 49 (0,7%)     | 97 (1,3%)     |
| Хиспаноамериканци | 701 (10,3%)   | 1.277 (16,7%) |
| Укупно            | 6.808         | 7.664         |